# The Infinity
The Infinity est un complexe immobilier construit à San Francisco, en bordure de la baie à proximité du Bay Bridge. Le complexe se compose de quatre bâtiments dont deux tours de grande hauteur conçues par Arquitectonica :
- Infinity I haute de 107 mètres comportant 37 étages, construite de 2005 à 2008
- Infinity II haute de 137 mètres comportant 41 étages, achevée en 2009.

Le prix des appartements va de 700 000 à 5 millions de $. Le promoteur est Tishman Speyer Properties.